# اچ‌ام‌اس آربیوتس (کی۸۶)
اچ‌ام‌اس آربیوتس (کی۸۶) (به انگلیسی: HMS Arbutus (K86)) یک زیردریایی بود که طول آن ۲۰۵ فوت (۶۲ متر) بود. این زیردریایی در سال ۱۹۴۰ ساخته شد.